# Zlatko Papec
Zlatko Papec (ur. 17 stycznia 1934 w Zagrzebiu, zm. 3 lutego 2013 w Splicie) – chorwacki piłkarz, występujący na pozycji środkowego napastnika. Był jednym z najwszechstronniejszych zawodników w historii jugosłowiańskiego futbolu. Występy rozpoczął w roku 1949 w klubie Lokomotiva Zagrzeb, gdzie grał na pozycji lewego pomocnika i lewego obrońcy. Karierę w tym klubie kończył jako snajper. Okres w którym Papec występował w Lokomotivie był zarazem najlepszym w historii klubu – wówczas przez klub przewinęły się tacy zawodnicy jak Branko Odžak, Ante Conč, Vladimir Firm czy Dario Hrmelina. Po występach w Lokomotivie Papec odbył obowiązkową służbę wojskową, przeszedł do zespołu Hajduk Split. W klubie występował od sezonu 1956/1957 aż do roku 1964. W barwach Hajduka Papec wystąpił 366 razy, zdobywając aż 167 goli. Później, przez dwa sezony, aż do roku 1966, gdzie grał w barwach zespołu z Regionalligi Freiburger FC. Zawodnik ponownie wrócił do Jugosławii, gdzie podpisał kontrakt z zespołem NK Rijeka. Papec był w tym klubie wystawiany na pozycji środkowego napastnika. W roku 1970 przeszedł do grającego w drugiej lidze zespołu NK Junak Sinj, gdzie rok później, w roku 1971 skończył w wieku 37 lat piłkarską karierę. Historia zatoczyła koło, ponieważ Papec tak jak zaczynał karierę – na pozycji lewego obrońcy – tak skończył, gdyż z braku lewego obrońcy w zespole Junaka został przez trenera wystawiany na tej właśnie pozycji.
Papec pojawił się sześciokrotnie w barwach reprezentacji „B” (1956–1959), natomiast w reprezentacji Jugosławii wystąpił 5 razy, zdobywając aż 4 gole. W reprezentacji zadebiutował 14 maja 1953 w rozgrywanym w Brukseli meczu przeciwko Belgii wygranym przez Jugosławię 3:1. Ostatni raz w reprezentacji wystąpił 23 grudnia 1956 w meczu przeciwko Indonezji rozgrywanym w Dżakarcie wygranym przez ekipę z Jugosławii 5:1. Według historyków chorwackiego futbolu, spotkanie to jest uznawane za nieoficjalne spotkanie reprezentacji Chorwacji, gdyż dziesięciu zawodników uczestniczących w tym spotkaniu pochodziło z Chorwacji.
Papec uczestniczył wraz z reprezentacją na mistrzostwach świata 1954 rozgrywanych w Szwajcarii. Papec pomimo tego, że dotychczas w reprezentacji wystąpił tylko raz, został powołany na te mistrzostwa przez selekcjonera Jugosłowian, Aleksandra Tirnanicia. Jugosłowianie trafili do grupy z Brazylią, Francją i Meksykiem. Jugosłowianie wyszli z grupy dzięki zwycięstwie nad Francją 1:0 oraz nieoczekiwanemu remisowi z Brazylią 1:1. Jugosłowianie ostatecznie przegrali w ćwierćfinale z późniejszymi mistrzami świata, Niemcami Zachodnimi 0:2, w meczu rozgrywanym 27 czerwca w Genewie. Papec nie pojawił się w tym turnieju na boisku ani razu, gdyż pierwsze skrzypce na boisku odgrywał słynny później trener Bora Milutinović oraz znakomity Chorwat, Branko Zebec.

## Srebrny medal igrzysk olimpijskich
Zlatko Papec wraz z reprezentacją Jugosławii uczestniczył w igrzyskach olimpijskich 1956 w Melbourne. Jugosławia bez kwalifikacji uczestniczyła w turnieju olimpijskim, mając prawo do rozpoczęcia gry od ćwierćfinałów. W pierwszym meczu Jugosławia zdeklasowała USA aż 9:1, gdzie hat-tricka zdobyło dwóch zawodników: Todor Veselinović i Muhamed Mujić. Jednego gola, na 3:0 zdobył Zlatko Papec. W następnym meczu Jugosławia rozgromiła Indie, gdzie po raz kolejny świetnie spisał się Zlatko Papec, który zdobył 2 gole. Jednego gola dołożył Todor Veselinović, czwartego, samobójczego – indyjski zawodnik, Visneeh Salam. W finale igrzysk olimpijskich na stadionie w Melbourne, Jugosławia spotkała się z ZSRR. Mecz ten miał podtekst polityczny, gdyż po śmierci Józefa Stalina stosunki pomiędzy oboma państwami znacznie się ochłodziły, pomimo tego, że Jugosławia pozostała państwem o ustroju komunistycznym, nie była już pod rzeczywistą kontrolą Moskwy. Jugosławia w tym meczu bardzo się broniła, jednakże Lew Jaszyn i blok obronny ZSRR nie pozwalał na wiele jugosłowiańskim napastnikom. Napór przeciwnika rósł, aż w końcu w 48 minucie Anatolij Iljinpokonał, mocnym strzałem sprzed pola karnego, bramkarza „Plavich” Petara Radenkovicia. Wielkie kontrowersje wzbudziła wśród kibiców obu drużyn sytuacja z 67 minuty, kiedy to właśnie Zlatko Papec pokonał Lwa Jaszyna. Sędzia początkowo uznał gola, jednak po konsultacji z asystentem uznał, że Papec znajdował się na spalonym. Wynik nie zmienił się już do końca – Jugosławia została srebrnym medalistą igrzysk olimpijskich. Były to bardzo słabe igrzyska ekipy jugosłowiańskiej, gdyż wywalczyli tam tylko trzy srebrne medale. Oprócz piłkarzy, srebrne medale wywalczyli także pochodzący z Chorwacji, maratończyk Franjo Mihalić i jugosłowiańska reprezentacja w piłkę wodną. W klasyfikacji medalowej triumfował Związek Radziecki, który zdobył aż 98 medali, a oprócz piłkarskiego złota wywalczył jeszcze 26 innych złotych krążków. Brązowy medal w piłkarskim turnieju wywalczyła Bułgaria, która pokonała Indie w meczu o 3. miejsce 3:1.
- 1. 14 maja 1953, Bruksela, Belgia – Jugosławia 1:3
- 2. 28 listopada 1956, Melbourne, Jugosławia – USA 9:1
- 3. 4 grudnia 1956, Melbourne, Jugosławia – Indie 4:1
- 4. 8 grudnia 1956, Melbourne, Związek Socjalistycznych Republik Radzieckich – Jugosławia 1:0
- 5. 23 grudnia 1956, Dżakarta, Indonezja – Jugosławia 1:5

Zlatko Papec w końcowych latach życia mieszkał w podzagrzebskiej miejscowości Vidovec. Po sukcesach na arenie międzynarodowej wraz z reprezentacją otrzymał wiele odznaczeń państwowych i medali, zdobył także wiele prestiżowych nagród piłkarskich przyznawanych przez prasę jugosłowiańską. W roku 1987 został włączony do panteonu gwiazd jugosłowiańskiej piłki. Pozostawał jednak w zapomnieniu i biedzie, żyjąc z renty, ponieważ dobrowolnie, po rozpadzie Jugosławii, zrzekł się emerytury olimpijskiej dla byłych medalistów olimpijskich w barwach Jugosławii. Głośna była sprawa odłączenia Papecowi przez chorwacką elektrownię prądu z powodu nieopłacania przez niego rachunków.